# Europawahl in Tschechien 2004

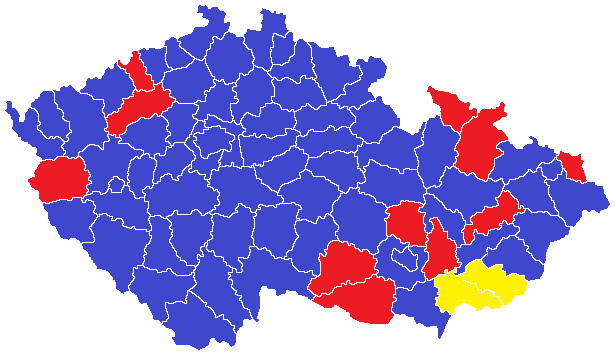
Sieger nach Wahlkreis (blau:ODS, rot: KSČM, gelb:KDU)

Die Europawahl in Tschechien 2004 fand am 11. und 12. Juni 2004 statt. Sie war Teil der Europawahl 2004 und die erste Europawahl in Tschechien nach dem EU-Beitritt 2004. Die Wahlbeteiligung lag bei 28,3 Prozent.

## Ergebnis
| Listen                         | Listen                                                        | Stimmen   | %    | Mandate |
| ------------------------------ | ------------------------------------------------------------- | --------- | ---- | ------- |
|                                | Občanská demokratická strana                                  | 700.942   | 30,0 | 9       |
|                                | Komunistická strana Čech a Moravy                             | 472.862   | 20,3 | 6       |
|                                | SNK sdružení nezávislých a Evropští demokraté                 | 257.278   | 11,0 | 3       |
|                                | Křesťanská a demokratická unie – Československá strana lidová | 223.383   | 9,6  | 2       |
|                                | Česká strana sociálně demokratická                            | 204.903   | 8,8  | 2       |
|                                | Politické Hnutí Nezávislí                                     | 191.025   | 8,2  | 2       |
|                                | Strana zelených                                               | 73.932    | 3,2  | –       |
|                                | Unie liberálních demokratů (ODA, CZ, US-DEU, LRS)             | 39.655    | 1,7  | –       |
|                                | Pravý blok                                                    | 27.504    | 1,2  | –       |
|                                | Nezávislá iniciativa (NEI)                                    | 16.762    | 0,7  | –       |
|                                | Republikáni Miroslava Sládka                                  | 15.767    | 0,7  | –       |
|                                | Balbínova poetická strana                                     | 13.779    | 0,6  | –       |
|                                | Strana za životní jistoty                                     | 11.951    | 0,5  | –       |
|                                | Strana venkova - spojené občanské síly                        | 11.734    | 0,5  | –       |
|                                | Sdružení nestraníků                                           | 11.689    | 0,5  | –       |
|                                | Za zájmy Moravy ve sjednocené Evropě                          | 9.293     | 0,4  | –       |
|                                | Strana zdravého rozumu                                        | 6.316     | 0,3  | –       |
|                                | Strana pro otevřenou společnost                               | 5.413     | 0,2  | –       |
|                                | Konzervativní strana                                          | 4.986     | 0,2  | –       |
|                                | Koruna Česká                                                  | 4.532     | 0,2  | –       |
|                                | Masarykova demokratická strana                                | 4.366     | 0,2  | –       |
|                                | Dělnická strana                                               | 4.289     | 0,2  | –       |
|                                | Humanistická aliance                                          | 3.977     | 0,2  | –       |
|                                | Helax - Ostrava se baví                                       | 3.366     | 0,1  | –       |
|                                | Národní koalice                                               | 2.944     | 0,1  | –       |
|                                | Strana občanů republiky České                                 | 2.585     | 0,1  | –       |
|                                | Viktor Kožený - Občanská federální demokracie                 | 2.030     | 0,1  | –       |
|                                | Strana práce                                                  | 1.717     | 0,1  | –       |
|                                | Strana demokratického socialismu                              | 1.709     | 0,1  | –       |
|                                | SVOBODNÍ                                                      | 1.300     | 0,1  | –       |
|                                | Všeobecná občanská strana                                     | 873       | 0,0  | –       |
| Gesamt                         | Gesamt                                                        | 2.332.862 | 100  | 24      |
|                                |                                                               |           |      |         |
| Ungültige Stimmen              | Ungültige Stimmen                                             | 13.148    | 0,6  |         |
| Wähler                         | Wähler                                                        | 2.346.010 | 28,3 |         |
| Wahlberechtigte                | Wahlberechtigte                                               | 8.283.485 |      |         |
|                                |                                                               |           |      |         |
| Quelle: Český statistický úřad |                                                               |           |      |         |

## Fraktionen im Europäischen Parlament
| Liste/Partei                   | Liste/Partei                                                  | Liste/Partei                                                  | Liste/Partei                                                  | Mandate | Fraktion |
| ------------------------------ | ------------------------------------------------------------- | ------------------------------------------------------------- | ------------------------------------------------------------- | ------- | -------- |
|                                | Občanská demokratická strana                                  | Občanská demokratická strana                                  | Občanská demokratická strana                                  | 9 / 24  | EVP-ED   |
|                                | Komunistická strana Čech a Moravy                             | Komunistická strana Čech a Moravy                             | Komunistická strana Čech a Moravy                             | 6 / 24  | GUE/NGL  |
|                                | SNK sdružení nezávislých a Evropští demokraté                 | SNK sdružení nezávislých a Evropští demokraté                 | SNK sdružení nezávislých a Evropští demokraté                 | 3 / 24  | EVP-ED   |
|                                | Křesťanská a demokratická unie – Československá strana lidová | Křesťanská a demokratická unie – Československá strana lidová | Křesťanská a demokratická unie – Československá strana lidová | 2 / 24  | EVP-ED   |
|                                | Česká strana sociálně demokratická                            | Česká strana sociálně demokratická                            | Česká strana sociálně demokratická                            | 2 / 24  | SPE      |
|                                | Politické Hnutí Nezávislí                                     |                                                               | Unabhängige                                                   | 1 / 24  | IND/DEM  |
|                                | Politické Hnutí Nezávislí                                     | Unabhängige                                                   | 1 / 24                                                        | NI      |          |
|                                |                                                               |                                                               |                                                               |         |          |
| Quelle: Europäisches Parlament |                                                               |                                                               |                                                               |         |          |

## Gewählte Abgeordnete
- Jana Bobošíková
- Jan Březina
- Milan Cabrnoch
- Petr Duchoň
- Hynek Fajmon
- Richard Falbr
- Věra Flasarová
- Jana Hybášková
- Jaromír Kohlíček
- Jiří Maštálka
- Miroslav Ouzký
- Miloslav Ransdorf
- Vladimír Remek
- Zuzana Roithová
- Libor Rouček
- Ivo Strejček
- Daniel Strož
- Nina Škottová
- Oldřich Vlasák
- Jan Zahradil
- Tomáš Zatloukal
- Josef Zieleniec
- Jaroslav Zvěřina
- Vladimír Železný